# عبابیگ‌لو
عبابیگ‌لو روستایی است که در استان اردبیل، شهرستان گرمی، بخش موران، دهستان آزادلو قرار دارد.

## جمعیت
بر اساس سرشماری سال ۱۳۸۵ جمعیت این روستا ۳۲۲ نفر با ۶۸ خانوار بوده‌است.